# ごぶごぶちゃん☆
『ごぶごぶちゃん☆』は、超!A&G+で2010年10月5日から2015年9月29日まで配信されていた、中村繪里子と田村睦心による「リスナーの心のモヤモヤを全力で解消していく健康回復ラジオ番組」。

## 番組概要
パーソナリティー
- 中村繪里子：繪里ザベス女王
- 田村睦心：ムトゥーン 武藤 おむつ

スタッフ
- プロデューサー:プランター
- ディレクター:国会
- AD:悠久（はるか ひさし）[1]

この他に「ひかるくん」と「スペード（カメラマン）」が現在確認されている。
また、プランターはプロデューサーではあるが、番組内ではパーソナリティーと同等の存在である。
配信時間
- 2010年10月5日 - 2012年3月27日

毎週火曜（月曜深夜）1:05 - 1:50（リピート配信：毎週火曜 15:05 - 15:50）

- 2012年4月3日 - 2014年9月30日

毎週火曜（月曜深夜）1:00 - 2:00（リピート配信：毎週火曜 15:00 - 16:00）
- 2014年10月7日 - 2015年9月29日

毎週火曜（月曜深夜）1:00 - 1:30（リピート配信：毎週火曜 15:00 - 15:30）
web配信：公式サイトにて毎週水曜午後に最新回を配信
番組テーマソング「長い旅路の果てに」 歌:JUKEBOX（中村繪里子・田村睦心）

## コーナー
ごぶごぶちゃん☆ミーティング
スタッフ、リスナーが勝手に企画を作って告知するコーナー
ごぶごぶちゃん☆フォーエバー「後世に残したいもの、コト」などを幅広く募集するコーナー。番組開始当初からあるコーナーだったが、放送内では一度しか行われず、第25回放送で既に募集を受け付けていないことが明かされた。
ごぶごぶちゃん☆予報
次回の放送内容を予報するコーナー。リスナーからの予報も受け付けている。
おむつのオープニングふつおた
なんでも知っている田村睦心が、リスナーが日々疑問にいだいている「ちょっとしたこと」に一人で答えるコーナー。まれに田村以外が担当することもある。
ふつおた愛情溢れる尺調整のコーナー
絶対王政!中村王国絶対王政!中村王国の領土拡大、勢力拡大を図るコーナー。特に良い活動をしたと認められた者には、繪里ザベス女王様から王国の紋章が授与される。
第9回放送からリニューアルされ、いくつか項目が増やされた。
- 絶対王政!中村王国の刺客

リニューアルにより、新たに増やされた項目。中村王国の一端の民となるために、「刺客」を募集。
（リスナーが他番組やWEB以外のメディアへごぶごぶちゃんを宣伝していく。）
- 絶対王政!中村王国の内政職人

リニューアルにより、新たに増やされた項目。絶対王政!中村王国をさらに充実させるためのコーナー。国としての力をどんどん身に着けていく。
（ブログで取り上げるなど、リスナーがごぶごぶちゃんの人気を外側から固めていく。）
- 絶対王政!中村王国の戦略分析

リニューアルにより、新たに増やされた項目。中村王国のとりまく環境をさぐるコーナー。テレビやラジオに限らず中村王国の勢力思考をやしなう上で、他勢力の動向をさぐる。
（他番組がどんなことをしているか、最近何が世間で流行っているかなどの情報を、リスナーが報告する。）
- 絶対王政!中村王国の同盟外交

リニューアルにより、新たに増やされた項目。中村王国と手を取り合って、同盟国を探し、ともに大きくしていこうというコーナー。
（ゲスト参加出来そう、またはゲストとして呼べそうなど、仲良く出来そうな他番組の情報を、リスナーが集める）
- 絶対王政!中村王国「占いの館」

中村繪里ザベス女王様が普段頑張って活動している「民」の皆さんの悩みに答えるコーナー。ただし、貢物が必要であり、その良し悪しで悩みに答えるかを判断する。
（俗に言う、相談コーナー）
罵り軍師田村おむつ
田村睦心に罵られたいというリスナーを、田村が罵ってあげるコーナー。しかし、第13回放送内で行われたきりであり、再び行うかは不明である。
限界突破!田村おむつのピー音連発選手権
第16回放送での次回予告である「おむつのピー音連発選手権」という予告内容を、第18回放送でコーナー化したもの。
リスナーから送られたセリフやお題を田村睦心が読み、その上からピー音を被せるというコーナー。ただ、ピー音が入った音声は放送段階でしか聞けないため、パーソナリティーには、どこにピー音が被せられたのかわからない。このコーナーも、また行うかは不明である。
もしも!ラジオ番組が◯◯だったら!
ラジオ番組の新しい作り方、ラジオ番組の新しい内容、誰もチャレンジしてこなかったものにどんどん取り組んでいくチャレンジ企画をするコーナー。リスナーからもアイディアを募集している。
（例・もしもラジオ番組が「副音声がついていたら」「実況解説がついていたら」「ロックバンド風だったら」「エンディングから始まったら」「将棋番組風だったら」「カスタマイズ出来たら」）
週刊おむつニュース
毎週、様々なニュースを取り上げ、そこにある課題に対してコメンテーターである田村おむつが、答えを導き出すニュースコーナー。コーナー内では中村クリステル（中村繪里子）がニュースキャスターとしてニュースを読み上げる。
甲乙ダメ合戦
毎回番組から出題される甲乙つけ難い2つのテーマを徹底的に話しあっていき、最終的にごぶごぶちゃん的にはどちらが甲か乙かを考えるコーナー。第25回で行われただけでコーナーが終了した。
ラジオのツボ
ラジオの新しい面白さを追求するために、毎回あらゆるテーマを掘り下げていき、ラジオの新しいふれあい方、楽しみ方を紹介するコーナー。
ごぶごぶちゃん☆ラジオショッピング
ラジオ番組では中々取り上げないであろう商品をいち早くお届けするコーナー。
おむつのフリートーク道場
日本が誇るサイドバックおむつのフリートークにさらに磨きをかけ、2011年6月11日・12日に行われるイベント「ごぶごぶちゃん☆ 夏の祭典〜えんやこれや〜」でお客様に満足してもらおうという急ごしらえのコーナー。
毎回、お題となるテーマをくじで選び、テーマに沿ったフリートークを田村睦心がする。
第35回の放送にて、田村睦心のフリートークのレベルが上がったためコーナーは終了した。
繪里子の合コン必勝マニュアル
まだ見ぬ合コンでの成功を夢見て、独自の必勝マニュアルを番組から発信して、パーソナリティの二人が一流の合コン女王を目指していく、ガッツキ型ドキュメンタリーコーナー。
第37回放送と第39回放送で行われたが、コーナー内で中村繪里子が演じた「えりお君」というキャラクターがあまりに濃すぎたため、コーナー終了となった。
ごぶごぶちゃん☆総選挙2012
第75回 - 第78回放送にて行われたパーソナリティの座を掛けた選挙。1位・2位がパーソナリティ、3位 - 5位はごぶごぶちゃん☆シンデレラガールズとなる。投票期間は2012年3月19日までで、1人1通までで、12日までは2人、それ以降は3人に投票できた。
| 順位     | 氏名       | 役職               |
| -------- | ---------- | ------------------ |
| 1位      | 田村睦心   | パーソナリティ     |
| 2位      | 中村繪里子 | パーソナリティ     |
| (3位)    | プランター | 辞退               |
| 3位(4位) | 洲崎綾     | シンデレラガールズ |
| 4位(5位) | 沼倉愛美   | シンデレラガールズ |
| 5位(6位) | 日笠陽子   | シンデレラガールズ |

中村繪里子普及委員会
中村繪里子を人気声優にすべくリスナーからのアイディアを募り実行するコーナー。進行は田村睦心。
これ以外に、「提供読みのコメント」も現在募集している。

## ゲスト
- 第10回 - 日笠陽子（飛び入り参加）
- 第21回 - 藤田咲、転少女
- 第48回・第107回・第131回・第176回・第205回 - 洲崎綾
- 第59回・第132回・第203回 - 浅倉杏美
- 第84回・第89回 - 長嶋はるか
- 第98回 - 中原麻衣
- 第109回 - 鈴木美咲
- 第129回・第130回 - 沼倉愛美
- 第146回 - 松岡禎丞
- 第148回 - 藤田由美子
- 第150回 - 大西沙織
- 第202回 - 小澤亜李
- 第204回 - 諏訪彩花

## 過去の侵攻
- 第85回の「A&G REQUEST デジスタ」の放送にゲストとして参加。その後、デジスタのパーソナリティーである日笠陽子が、第10回のごぶごぶちゃん☆の収録中に飛び入り参加する。
- 「転ばぬ咲のtwo way」のDJCDに中村繪里ザベス女王がゲスト参加する。
- 第14回の「A&G ARTIST ZONE 2h」水曜日の生放送に飛び入り参加する。
- 第21回放送に転ばぬ咲のtwo way王国から藤田咲と転少女がゲスト参加。中村王国と同盟を結ぶ。

## 番組内ユニット
- JUKEBOX

第11回の放送内で、リスナーとパーソナリティとスタッフの投票により決定した番組内ユニット。番組のテーマソングである「長い旅路の果てに」を歌う。
他には、汗かくよ・ふくよやMula☆Mura等の候補があったが、惜しくも落選した。しかし、これらはJUKEBOX以外の活動で使用されることがある可能性があるとのことであり、現在、活動内容を募集中。

## イベント
※太字は番組単独イベント。
※中村による単独ライブイベントは『中村繪里子 ら・ら★ら♪なかむランド〜Love・Laugh★Live♪〜』を参照。
※2016年以降の田村による単独イベント『たむら祭』は『田村睦心×瀬戸麻沙美の獅子奮迅!体育会系ラジオ!』を参照。
| 開催日            | イベント名 | 会場                                | 備考 |
| 2011年            | 2011年 | 2011年                              | 2011年 |
| ----------------- | --- | ----------------------------------- | --- |
| 6月11日、12日     | ごぶごぶちゃん☆トークショー&お渡し会                                                                                    | 東京都内                            | |
| 11月26日、27日    | ごぶごぶちゃん☆冬の祭典〜ええもんありまっせ〜                                                                           | 東京都内                            | |
| 12月31日          | 中村繪里子だよ!25200秒耐久トークライブ                                                                                  | 渋谷O-nest                          | - シーサイド・コミュニケーションズ主催の中村による年越しイベント - ゲスト：田村睦心、長嶋はるか、浅倉杏美、鈴木美咲 |
| 2012年            | |                                     | |
| 5月26日、27日     | ごぶごぶちゃん☆夏の祭典2012 トークショーツアー 東京                                                                     | 東京都内                            | ゲスト：長嶋はるか                                                                                                  |
| 6月3日            | ごぶごぶちゃん☆夏の祭典2012 トークショーツアー 大阪                                                                     | 大阪市内                            | |
| 8月26日           | ごぶごぶちゃん☆×らぶえんじぇる 夏の祭典Tシャツfesta2012                                                                 | 星陵会館                            | 『中原麻衣と浅倉杏美のらぶえんじぇる』との合同イベント                                                              |
| 9月9日            | 田村睦心トークライブpowered byごぶごぶちゃん☆                                                                           | 渋谷O-nest                          | シーサイド・コミュニケーションズ主催の田村のトークイベント                                                          |
| 11月25日、12月8日 | ごぶごぶちゃん☆トークショーツアー2012冬                                                                                 | 東京アニメ・声優専門学校 北葛西校舎 | |
| 12月31日          | 中村繪里子だよ!年越しトークライブ!えりコン〜congratulations2012→2013                                                    | 渋谷O-nest                          | シーサイド・コミュニケーションズ主催の中村による年越しイベント                                                      |
| 2013年            | |                                     | |
| 6月2日            | ごぶごぶちゃん☆夏の祭典スペシャル2013〜あんたなんなの!?〜                                                               | 科学技術館サイエンスホール          | ゲスト：洲崎綾、沼倉愛美                                                                                            |
| 6月23日           | たむら祭〜ダンサブルステージングラムネ〜                                                                                | 科学技術館サイエンスホール          | ゲスト：藤田由美子、伊藤静                                                                                          |
| 7月28日           | えりコン〜contact to You 2013 in OSAKA〜                                                                                | 寝屋川市アルカスホール              | シーサイド・コミュニケーションズ主催の中村のトークイベント                                                          |
| 8月18日           | えりコン〜contact to You 2013 in NAGOYA〜                                                                               | 名古屋市西文化小劇場                | シーサイド・コミュニケーションズ主催の中村のトークイベント                                                          |
| 8月11日           | ごぶごぶちゃん☆×らぶえんじぇる合同イベント〜Seaside Summer Festa2013〜                                                  | ニッショーホール                    | 『中原麻衣と浅倉杏美のらぶえんじぇる』との合同イベント                                                              |
| 12月22日          | SEASIDE LIVE FES 2013                                                                                                   | 新宿BLAZE                           | シーサイド・コミュニケーションズ制作の3番組による合同イベント                                                       |
| 12月31日          | SUPER ROCK GIG 2013〜TAMURA DE NIGHT FEVER〜                                                                            | SHINJUKU BIRTH                      | - シーサイド・コミュニケーションズ主催の田村による年越しイベント - ゲスト：洲崎綾、西明日香、浅倉杏美               |
| 2014年            | |                                     | |
| 5月17日、18日     | 「中村繪里子 Anniversary Liveら♥ら★ら♪なかむランド〜Love♥Laugh★Live♪〜」発売記念イベント「えりコン 〜コンにちは2014〜」 | 科学技術館サイエンスホール          | シーサイド・コミュニケーションズ主催の中村のトークイベント                                                          |
| 7月5日、12日      | ごぶごぶちゃん☆トークショー 夏〜とんだ箱入り娘だよ!〜                                                                   | 東京都内                            | |
| 7月26日           | たむら祭2014〜ヘルシースポーツフェスティバル〜                                                                          | 科学技術館サイエンスホール          | ゲスト： 牧野由依、冨岡美沙子、歩河みぃな、小澤亜李                                                                 |
| 12月21日          | SEASIDE LIVE FES 2014                                                                                                   | 神奈川芸術劇場                      | シーサイド・コミュニケーションズ制作の4番組による合同イベント                                                       |
| 12月31日          | TAMURA MUTSUMI COUNTDOWN FESTIVAL 2014→2015                                                                             | 萬劇場                              | - シーサイド・コミュニケーションズ主催の田村による年越しイベント - ゲスト：小澤亜李、瀬戸麻沙美                     |
| 2015年            | |                                     | |
| 6月20日           | たむら祭2015 〜昭和のかほり〜                                                                                           | 科学技術館サイエンスホール          | ゲスト：潘めぐみ、清都ありさ、杉浦しおり                                                                            |
| 9月20日           | 中村繪里子 Thank You Party                                                                                              | 科学技術館サイエンスホール          | シーサイド・コミュニケーションズ主催の中村のトークイベント                                                          |

## 関連商品
※公式ネットショップは『シーサイドSHOP（ごぶごぶちゃん☆）』を参照。

### CD・DVD
| 販売日   | タイトル名                                          | 備考 |        |
| 2010年   | 2010年                                              | 2010年 | 2010年 |
| -------- | --------------------------------------------------- | --- | ------ |
| 12月29日 | ごぶごぶちゃん☆スピンオフCD 絶対王政シーズン1       | オーディオCD（新規収録、番組テーマソング「長い旅路の果てに」収録）                                                                        |        |
| 2011年   |                                                     | |        |
| 4月1日   | ごぶごぶちゃん☆スピンオフCD 絶対領域シーズン2       | オーディオCD（新規収録〈ゲスト：藤田咲、転少女〉）+ DVD（映像化したダイジェスト版第0回〈未放送〉、第1回 - 第4回）                         |        |
| 6月10日  | ごぶごぶちゃん☆ウルトラスーパーベスト               | MP3CD（過去放送第1回 - 第26回）+ DVD（番組収録後に収録した特典映像第1回 - 第26回）                                                        |        |
| 8月12日  | ごぶごぶちゃん☆スピンオフCD 絶体絶命シーズン3       | オーディオCD（新規収録）+ DVD（映像化したダイジェスト版第5回 - 第9回）                                                                    |        |
| 11月26日 | ごぶごぶちゃん☆ウルトラスーパーベスト2              | MP3CD（過去放送第27回 - 第52回）+ DVD（番組収録後に収録した特典映像第27回 - 第52回）                                                      |        |
| 12月29日 | ごぶごぶちゃん☆スピンオフCD 絶対激論シーズン4       | オーディオCD（新規収録）+ DVD（映像化したダイジェスト版第10回 - 第14回）                                                                  |        |
| 2012年   |                                                     | |        |
| 5月18日  | ごぶごぶちゃん☆ウルトラスーパーベスト3              | MP3CD（過去放送第53回 - 第78回）+ DVD（番組収録後に収録した特典映像第53回 - 第78回）                                                      |        |
| 8月10日  | ごぶごぶちゃん☆スピンオフCD 絶対田村シーズン5       | オーディオCD（新規収録〈ゲスト：洲崎綾〉）+ DVD（映像化したダイジェスト版第15回 - 第19回）+ 初回特典CD（バウムクーヘンマンラジオ）        |        |
| 11月16日 | ごぶごぶちゃん☆ウルトラスーパーベスト4              | MP3CD（過去放送第79回 - 第104回）+ DVD（番組収録後に収録した特典映像第79回 - 第104回）                                                    |        |
| 12月29日 | ごぶごぶちゃん☆スピンオフCD 絶対主義シーズン6       | オーディオCD（新規収録〈ゲスト：沼倉愛美〉）+ DVD（映像化したダイジェスト版第20回 - 第24回）+ 初回特典CD（バウムクーヘンマンラジオvol.2） |        |
| 2013年   |                                                     | |        |
| 8月11日  | ごぶごぶちゃん☆スピンオフCD 絶対接待シーズン7       | オーディオCD（新規収録〈MC：藤田由美子〉）+ DVD（映像化したダイジェスト版第25回 - 第29回）                                                |        |
| 11月5日  | ごぶごぶちゃん☆スピンオフオフCD 絶対オフシーズン8   | - オーディオCD（新規収録〈熱海ロケ〉）+ DVD（映像化したダイジェスト版第30回 - 第34回） - 合同ライブスペシャルセットにて特典DVD付          |        |
| 12月7日  | 6COLORS〜SEASIDE LIVE FES 2013                      | イベント『SEASIDE LIVE FES 2013』に参加する3番組のパーソナリティによる楽曲CD + メイキングDVD                                              |        |
| 12月29日 | ごぶごぶちゃん☆ウルトラスーパーベスト5              | データDVD（過去放送第105回 - 第130回）+ DVD（番組収録後に収録した特典映像第105回 - 第130回）                                              |        |
| 2014年   |                                                     | |        |
| 5月23日  | SEASIDE LIVE FES 2013 Blu-ray&DVD                   | イベント『SEASIDE LIVE FES 2013』の映像化作品                                                                                             |        |
| 7月5日   | ごぶごぶちゃん☆ウルトラスーパーベスト6              | データDVD（過去放送第131回 - 第156回）+ DVD（番組収録後に収録した特典映像第131回 - 第156回）                                              |        |
| 9月25日  | ごぶごぶちゃん☆ウルトラスーパーベスト7              | データDVD（過去放送第157回 - 第182回）+ DVD（番組収録後に収録した特典映像第157回 - 第182回）                                              |        |
| 12月3日  | 8DREAMS〜SEASIDE LIVE FES 2014〜                    | イベント『SEASIDE LIVE FES 2014』に参加する4番組のパーソナリティによる楽曲CD + メイキングDVD                                              |        |
| 12月3日  | ごぶごぶちゃん☆ MUSIC CLIP〜SEASIDE LIVE FES 2014〜 | オーディオCD（楽曲5曲）+ MP3CD（過去放送第183回 - 第190回）                                                                               |        |
| 12月28日 | ごぶごぶちゃん☆カウントダウンCD                     | 番組とともにカウントダウンをして年越しを迎えることが出来るCD                                                                              |        |
| 2015年   |                                                     | |        |
| 8月15日  | ごぶごぶちゃん☆ウルトラスーパーベスト8              | データDVD（過去放送第183回 - 第208回）+ DVD（番組収録後に収録した特典映像第183回 - 第208回）                                              |        |
| 8月15日  | SEASIDE LIVE FES 2014 Blu-ray&DVD                   | イベント『SEASIDE LIVE FES 2014』の映像化作品                                                                                             |        |

### グッズ
| 販売日        | グッズ名                                                                            | 備考 |        |
| 2011年        | 2011年                                                                              | 2011年 | 2011年 |
| ------------- | ----------------------------------------------------------------------------------- | --- | ------ |
| 4月           | ごぶT                                                                               | 『旧・ごぶT』とも呼ばれる |        |
| 7月4日        | 新・ごぶT〜夏                                                                       | 色：紺 / ピンク |        |
| 7月4日        | ごぶごぶちゃん☆マフラータオル                                                       | |        |
| 12月9日       | ごぶごぶちゃん☆ZIPパーカー                                                          | 色：紺 / 黒 |        |
| 12月31日      | シーサイド福袋                                                                      | シーサイド・コミュニケーションズ関連商品が入った福袋 |        |
| 2012年        |                                                                                     | |        |
| 5月26日       | えり子部Tシャツ                                                                     | 色：黒（ちんもくブラック） / ピンク（ときめきピンク） |        |
| 5月26日       | YABEX!!Tシャツ                                                                      | 色：紺 |        |
| 7月31日       | えり子部Tシャツ                                                                     | 色：パワフルレッド / フレッシュオレンジ / きらめきイエロー / やすらぎグリーン / サワヤカグリーン / たそがれブルー / ひとりみパープル                                              |        |
| 8月26日       | NewごぶT                                                                            | 色：アイスグリーン |        |
| 12月31日      | 中村繪里子collectionカレンダー2013                                                  | 中村単独イベント『中村繪里子だよ！年越しトークライブ！えりコン〜congratulations2012→2013』会場販売                                                                                |        |
| 2013年        |                                                                                     | |        |
|               | えり子部Tシャツ                                                                     | 色：まっしろホワイト international.ver |        |
| 6月23日       | たむら祭 ハッピ                                                                     | 田村単独イベント『たむら祭〜ダンサブルステージングラムネ〜』会場販売 |        |
| 6月23日       | たむら祭 手ぬぐい                                                                   | 田村単独イベント『たむら祭〜ダンサブルステージングラムネ〜』会場販売 |        |
| 6月23日       | たむら祭ラムネ                                                                      | 田村単独イベント『たむら祭〜ダンサブルステージングラムネ〜』会場販売 |        |
| 8月11日       | 合同イベント記念Tシャツ「Seaside Summer Feast2013」                                 | 合同イベント『ごぶごぶちゃん☆×らぶえんじぇる合同イベント〜Seaside Summer Festa2013』会場販売                                                                                      |        |
| 8月11日       | 合同イベント記念ハンドタオル「ごぶごぶちゃん☆ver.」                                 | 合同イベント『ごぶごぶちゃん☆×らぶえんじぇる合同イベント〜Seaside Summer Festa2013』会場販売                                                                                      |        |
| 8月11日       | 合同イベント記念リストバンド「Seaside Summer Feata2013リストバンド」                | 合同イベント『ごぶごぶちゃん☆×らぶえんじぇる合同イベント〜Seaside Summer Festa2013』会場販売                                                                                      |        |
| 12月22日      | SEASIDE LIVE FES 2013パンフレット                                                   | 合同イベント『SEASIDE LIVE FES 2013』会場販売 |        |
| 12月22日      | SEASIDE LIVE FES 2013パーカー                                                       | 合同イベント『SEASIDE LIVE FES 2013』会場販売 |        |
| 12月22日      | SEASIDE LIVE FES 2013Tシャツ                                                        | 合同イベント『SEASIDE LIVE FES 2013』会場販売 |        |
| 12月22日      | SEASIDE LIVE FES 2013マフラータオル                                                 | 合同イベント『SEASIDE LIVE FES 2013』会場販売 |        |
| 12月22日      | SEASIDE LIVE FES 2013リストバンド                                                   | 合同イベント『SEASIDE LIVE FES 2013』会場販売 |        |
| 12月22日      | SEASIDE LIVE FES 2013トートバッグ                                                   | 合同イベント『SEASIDE LIVE FES 2013』会場販売 |        |
| 12月22日      | SEASIDE LIVE FES 2013ペンライト（6本セット）                                        | 合同イベント『SEASIDE LIVE FES 2013』会場販売 |        |
| 12月29日      | シーサイドカレンダー 2014                                                           | シーサイド・コミュニケーションズ制作の4番組による2014年合同カレンダー |        |
| 12月29日      | シーサイド福袋 2014                                                                 | シーサイド・コミュニケーションズの関連商品が入った福袋 + 特典DVD |        |
| 12月31日      | SUPER ROCK GIG スペシャルセット （Tシャツ、マフラータオル、リストバンド）           | 田村による年越しイベント『SUPER ROCK GIG 2013〜TAMURA DE NIGHT FEVER〜』会場販売                                                                                                  |        |
| 2014年        |                                                                                     | |        |
| 5月17日、18日 | えりコン2014 Tシャツ                                                                | - 中村単独イベント『「中村繪里子 Anniversary Liveら♥ら★ら♪なかむランド〜Love♥Laugh★Live♪〜」発売記念イベント「えりコン 〜コンにちは2014〜」』会場販売 - 種類：17日ver. / 18日ver. |        |
| 5月17日、18日 | えりコン2014 リストバンド                                                           | - 中村単独イベント『「中村繪里子 Anniversary Liveら♥ら★ら♪なかむランド〜Love♥Laugh★Live♪〜」発売記念イベント「えりコン 〜コンにちは2014〜」』会場販売 - 種類：17日ver. / 18日ver. |        |
| 7月5日        | 箱入り娘Tシャツ                                                                     | イベント『ごぶごぶちゃん☆トークショー 夏〜とんだ箱入り娘だよ!〜』会場販売 |        |
| 7月5日        | シングルライフTシャツ                                                               | イベント『ごぶごぶちゃん☆トークショー 夏〜とんだ箱入り娘だよ!〜』会場販売 |        |
| 7月5日        | 箱入り娘折りたたみ傘                                                                | イベント『ごぶごぶちゃん☆トークショー 夏〜とんだ箱入り娘だよ!〜』会場販売 |        |
| 7月5日        | ごぶごぶちゃん☆USB6リストバンド                                                     | イベント『ごぶごぶちゃん☆トークショー 夏〜とんだ箱入り娘だよ!〜』会場販売 |        |
| 7月24日       | ゼッケン付きTシャツ                                                                 | 田村単独イベント『たむら祭2014〜ヘルシースポーツフェスティバル〜』会場販売 |        |
| 7月24日       | タオル                                                                              | 田村単独イベント『たむら祭2014〜ヘルシースポーツフェスティバル〜』会場販売 |        |
| 7月24日       | メガホン                                                                            | 田村単独イベント『たむら祭2014〜ヘルシースポーツフェスティバル〜』会場販売 |        |
| 7月24日       | たむら祭オリジナルミネラルウォーター&ペットボトルホルダー                           | 田村単独イベント『たむら祭2014〜ヘルシースポーツフェスティバル〜』会場販売 |        |
| 7月24日       | トートバッグ                                                                        | 田村単独イベント『たむら祭2014〜ヘルシースポーツフェスティバル〜』会場販売 |        |
| 12月21日      | Tシャツ                                                                             | 合同イベント『SEASIDE LIVE FES 2014』会場販売 |        |
| 12月21日      | パーカー                                                                            | 合同イベント『SEASIDE LIVE FES 2014』会場販売 |        |
| 12月21日      | トートバッグ                                                                        | 合同イベント『SEASIDE LIVE FES 2014』会場販売 |        |
| 12月21日      | ニット帽                                                                            | 合同イベント『SEASIDE LIVE FES 2014』会場販売 |        |
| 12月21日      | キンブレ                                                                            | 合同イベント『SEASIDE LIVE FES 2014』会場販売 |        |
| 12月21日      | パンフレット                                                                        | 合同イベント『SEASIDE LIVE FES 2014』会場販売 |        |
| 12月21日      | リストバンド                                                                        | 合同イベント『SEASIDE LIVE FES 2014』会場販売 |        |
| 12月21日      | マフラータオル                                                                      | 合同イベント『SEASIDE LIVE FES 2014』会場販売 |        |
| 12月31日      | COUNTDOWN FESTIVAL スペシャルセット （ロングTシャツ、マフラータオル、リストバンド） | 田村による年越しイベント『TAMURA MUTSUMI COUNTDOWN FESTIVAL 2014→2015』会場販売                                                                                                   |        |
| 2015年        |                                                                                     | |        |
| 6月20日       | Tシャツ                                                                             | - 田村単独イベント『たむら祭2015 〜昭和のかほり〜』会場販売 - 4商品セット販売（昭和セット）で割引 + 特典（特製シール）                                                            |        |
| 6月20日       | 風呂敷                                                                              | - 田村単独イベント『たむら祭2015 〜昭和のかほり〜』会場販売 - 4商品セット販売（昭和セット）で割引 + 特典（特製シール）                                                            |        |
| 6月20日       | 湯のみ                                                                              | - 田村単独イベント『たむら祭2015 〜昭和のかほり〜』会場販売 - 4商品セット販売（昭和セット）で割引 + 特典（特製シール）                                                            |        |
| 6月20日       | ブックカバー                                                                        | - 田村単独イベント『たむら祭2015 〜昭和のかほり〜』会場販売 - 4商品セット販売（昭和セット）で割引 + 特典（特製シール）                                                            |        |
| 6月20日       | ペナント                                                                            | 田村単独イベント『たむら祭2015 〜昭和のかほり〜』会場販売 |        |
| 9月20日       | Thank You Party Tシャツ                                                             | 中村単独イベント『中村繪里子 Thank You Party』会場販売 |        |
| 9月20日       | Thank You Party トートバッグ                                                        | 中村単独イベント『中村繪里子 Thank You Party』会場販売 |        |
| 9月20日       | Thank You Party リストバンド                                                        | 中村単独イベント『中村繪里子 Thank You Party』会場販売 |        |